# Oceania (album)
Oceania – debiutancki, studyjny album projektu Oceania, czyli Jaza Colemana oraz nowozelandzkiej sopranistki i aktywistki (pół Europejki, pół Maoryski), Hinewehi Mohi. Album ukazał się we wrześniu 1999 roku, nakładem Point Music.
Utwory zaśpiewane są przez Hinewehi Mohi w języku maoryskim. Obok nowoczesnych rozwiązań, wykorzystano tu tradycyjne, maoryskie instrumenty, na których zagrał głównie dr Hirini Melbourne (1949-2003) – maoryski kompozytor, wokalista, wykładowca uniwersytecki i poeta. Pośród tradycyjnych instrumentów, użytych na albumie Oceania, znajdują się: pahu, putorino, hue, pukaea, koauau oraz putaatara.
Pod naciskiem wytwórni płytowej, aby uczynić album atrakcyjniejszym dla młodzieży, w studiu w Anglii dograno do większości utworów elektroniczne beaty. W tym samym celu dodano także do listy utworów dwa remiksy wykonane przez grupę Beatmasters. 
W Nowej Zelandii płyta zdobyła podwójną platynę. Jej sprzedaż na świecie osiągnęła 70,000 kopii. 
Utwór "Pukaea (The Trumpet)" znalazł się na ścieżce dźwiękowej do filmu Rok diabła (Rok ďábla, 2002) Petra Zelenki. Jedną z głównych ról w tym obrazie zagrał właśnie Jaz Coleman. "Kotahitangę" wykorzystano natomiast jako przewodnią piosenkę jednej z brazylijskich oper mydlanych, zatytułowanej Uga-Uga.
W 2002 roku ukazał się kolejny album Colemana i Mohi, zatytułowany Oceania II.

## Lista utworów
| 1.  | "Pukaea (The Trumpet)"                     | 6:32  |
|     |                                            |       |
| 2.  | "Kotahitanga (Union)"                      | 4:41  |
|     |                                            |       |
| 3.  | "Hautoa (Warrior)"                         | 4:46  |
|     |                                            |       |
| 4.  | "Hineraukatauri (Goddess of Music)"        | 4:55  |
|     |                                            |       |
| 5.  | "He Tangata (People)"                      | 5:37  |
|     |                                            |       |
| 6.  | "Kihikihi (Cicada)"                        | 6:23  |
|     |                                            |       |
| 7.  | "Haera Ra (Farewell)"                      | 5:35  |
|     |                                            |       |
| 8.  | "Pepepe (The Moth)"                        | 6:17  |
|     |                                            |       |
| 9.  | "Tino Rangatiratanga (Self-determination)" | 6:11  |
|     |                                            |       |
| 10. | "Hautoa (Warrior) – Beatmasters 7" Mix"    | 4:41  |
|     |                                            |       |
| 11. | "Kotahitanga (Union) – Beatmasters 7" Mix" | 3:28  |
|     |                                            |       |
|     |                                            | 59:06 |
|     |                                            |       |

## Singel "Kotahitanga"
Wideoklip do utworu "Kotahitanga" był kręcony w Epping w Anglii. Mimo tytułu "Kotahitanga", tak naprawdę w teledysku tym wykorzystano jeden z remiksów tej piosenki.
| tytuł                                   | wytwórnia                | format, nr katalogowy               | data wydania    | lista utworów | źródła |
| --------------------------------------- | ------------------------ | ----------------------------------- | --------------- | --- | ------ |
| "Kotahitanga"                           | Point Music              | Single CD, 562 417-2                | 1999            | 1. "Kotahitanga (Union) – 7" Beatmasters mix" 3:28 2. "Kotahitanga (Union) – Rob B's vocal remix" 7:22 3. "Hineraukatauri (Goddess of Music)" 4:53                                                             | [ 5 ]  |
| "Kotahitanga"                           | Point Music              | Single CD, 566 571-2                | 1999            | 1. "Kotahitanga (Union) – 7" mix" remiks autorstwa duetu Beatmasters 2. "Kotahitanga (Union) – 12" mix" remiks autorstwa Bullet Park                                                                           | [ 6 ]  |
| "Kotahitanga (The Eric Kupper Remixes)" | Universal Music (Niemcy) | płyta gramofonowa 12", UCGR 00009-1 | 1 kwietnia 2000 | A1. "Kotahitanga – Hysterical Vocal Remix" 9:26 A2. "Kotahitanga – Mix Show Radio Edit" 4:02 B1. "Kotahitanga – Hysterical Dub" 7:14 B2. "Kotahitanga – Instrumental Mix" 4:02 remiksy autorstwa Erica Kuppera | [ 7 ]  |
| "Kotahitanga Mixes"                     | brak, singel promocyjny  | płyta gramofonowa 12", OCEAN-1      |                 | A1. "Kotahitanga (Union) – Rob B's Vocal Club Remix" A2. "Kotahitanga (Union) – Beatmasters Radio Mix" B1. "Kotahitanga (Union) – Rob B's Dub Mix"                                                             | [ 8 ]  |

## Twórcy
nagrywane w York Street Studios (Auckland), Revolver Studios (Auckland), Olympic Studios (Londyn) i Milo Studios (Londyn)
miksowane w londyńskich Townhouse Studios i Olympic Studios

### Kompozycje
- cała oryginalna muzyka  jest autorstwa Hinewehi Mohi & Jaza Colemana
- kompozycje i aranżacja instrumentów smyczkowych w "Hineraukatauri (Goddess of Music)", napisanie partii: Jaz Coleman

### Śpiew i haka
- Hinewehi Mohi – wokal prowadzący, wokal wspierający
- Reo Takiwa, Tumanako Farrell i Angie Smith – wokale wspierające
- Reo Takiwa, Inia Eruera, Tumanako Farrell, Angie Smith, Richard Wehi i Matai Smith – haka

### Instrumenty
- Marcelle Mallette – skrzypce solo
- Martin Lee – obój
- Livingi Asitamoni – banjo
- John Myers – skrzypce w utworze 10 ("Hautoa (Warrior) – Beatmasters 7" Mix")
- Hirini Melbourne, Bernard Makoare i Rangiiria Hedley – taonga puoro (tradycyjne instrumenty maoryskie)
- Rev. Tawhao Tioke – gitara hawajska
- kpt. Billy Laing (Air New Zealand) – gitara
- Jaz Coleman – okaryna, gitara klasyczna, instrumenty klawiszowe, bas
- London Session Orchestra – instrumenty smyczkowe w "Hineraukatauri (Goddess of Music)"

### Produkcja i miksowanie
- Jaz Coleman – produkcja
- Jazz Summers – producent wykonawczy dla Big Life
- Philip Glass, Kurt Munkasci, Rory Johnston – producenci wykonawczy dla Point Music
- Hugo Nicolson – miksowanie wszystkich utworów oprócz "Hineraukatauri (Goddess of Music)"
- Gary Wilkinson – miksowanie utworu "Hineraukatauri (Goddess of Music)"
- Beatmasters – dodatkowa produkcja i remiksy w utworach 10 i 11
- Nigel Stone – realizacja dźwięku  w utworach 1–9
- Wayne Wilkins – realizacja  instrumentów smyczkowych w "Hineraukatauri (Goddess of Music)"
- Clive Goddard – inżynieria utworów 10 i 11
- Naked Funk (czyli Jony Rockstar i Jeremy Shaw), Paddy Free, Mark Haley – programowanie
- Andy Green (@ Townhouse Studios, Londyn), Keith Uddin (@ Olympic Studios, Londyn) – asystenci inżynierów

### Oprawa graficzna
- Vincent McDonald – fotografia